# Sanda (manga)
Pour les articles homonymes, voir Sanda.
Sanda est un manga écrit et dessiné par Paru Itagaki. Il est pré-publié dans le magazine Weekly Shōnen Champion de l'éditeur Akita Shoten entre juillet 2021 et juillet 2024 et publié en un total de 16 volumes reliés sortis entre décembre 2021 et octobre 2024. La version française est publiée par l'éditeur Ki-oon depuis janvier 2025.
Une adaptation en anime, produite par le studio Science Saru, est annoncée pour 2025.

## Synopsis
L'histoire se déroule au Japon en 2080. Affecté par la baisse du taux de natalité, le Japon a mis en place une série de politiques de contrôle des mineurs, notamment l'organisation de mariages dès la petite enfance, l'interdiction pour les enfants de dormir afin de ralentir leur développement et l'obligation d'utiliser les toilettes séparément des adultes. Le statut social des jeunes est également plus élevé que celui des adultes. Le Père Noël est scellé depuis longtemps à cause de la malédiction, ce qui fait penser à la société que le Père Noël a disparu et considère Noël comme une ancienne coutume ou une légende fictive.
Le 25 décembre, alors qu'il neigeait, le sceau corporel de Kazushige Sanda, un collégien, a été brisé par sa camarade de classe Shiori Fuyumura, le faisant ressembler au Père Noël. Plus tard, Sanda découvre qu'il peut reprendre sa forme de collégien en mangeant des bonbons gélifiés, ou se transformer en Père Noël en portant du rouge. La raison pour laquelle Fuyumura a levé le sceau était qu'elle espérait que Sanda aiderait à retrouver son camarade de classe disparu Ono Ichie, et espérait également qu'il rappellerait à la société ce qu'est Noël.

## Personnages
Kazushige Sanda (三田 一重, Sanda Kazushige)
Voix japonaise : Ayumu Murase
Père Noël (サンタ クロース, Santa Kurōsu)
Voix japonaise : Hiroki Tōchi (ja)

## Production
Avant la sortie de Sanda, Paru Itagaki a publié un chapitre one-shot, intitulé Shirohige to Boin (白ヒゲとボイン), dans le magazine Weekly Manga Goraku le 7 septembre 2018. Le one-shot parle du Père Noël et d'une travailleuse du sexe. Itakagi a parlé à son éditeur de Weekly Manga Goraku de son désir de faire une autre série réutilisant le personnage du Père Noël mais en la ciblant vers les jeunes lecteurs. Son éditeur a accepté à condition qu'elle fasse d'abord un manga en un seul volume, qui a fini par être Bota Bota (ボタボタ), dont le volume complet est sorti en avril 2021. Sanda a commencé trois mois plus tard dans le magazine Weekly Shōnen Champion d'Akita Shoten le 21 juillet.

## Manga
Sanda est pré-publié dans le magazine Weekly Shōnen Champion de l'éditeur Akita Shoten du 21 juillet 2021, au 11 juillet 2024,. Les chapitres sont rassemblés et édités dans le format tankōbon par Akita Shoten, avec le premier volume publié le 8 décembre 2021  et le dernier le 8 octobre 2024 au Japon ; la série comporte au total 16 volumes tankōbon.
En octobre 2024, Ki-oon a annoncé l'obtention de la licence du manga pour la version française et a publié le premier volume en janvier 2025.

### Liste des volumes
| no | Japonais         | Japonais          | Français        | Français          |
| no | Date de sortie   | ISBN              | Date de sortie  | ISBN              |
| --- | ---------------- | ----------------- | --------------- | ----------------- |
| 1 | 8 décembre 2021  | 978-4-253-28101-0 | 23 janvier 2025 | 979-10-327-2031-8 |
| Liste des chapitres : - Chapitre 1 - Tout m'éblouit... Alors c'est ça, viellir ? - Chapitre 2 - Une relation explosive - Chapitre 3 - Bonbon, bâton, bisou et lame - Chapitre 4 - Le démon du trauma - Chapitre 5 - Une promesse devant la patisserie - Chapitre 6 - Chutes en pagaille - Chapitre 7 - Béton et neige fondue |                  |                   |                 |                   |
| 2 | 8 février 2022   | 978-4-253-28102-7 | 3 avril 2025    | 979-10-327-2034-9 |
| Liste des chapitres : - Chapitre 8 - Les fruits cuits sont plus sucrés - Chapitre 9 - Un mélange d'admiration et de nicotine - Chapitre 10 - Inutile de redouter la seconde poussée de croissance - Chapitre 11 - Zeus se fraie un chemin hors du manuel scolaire - Chapitre 12 - Comment serrer un enfant dans ses bras ? - Chapitre 13 - Typhon dans une boule à neige - Chapitre 14 - Système d'airbag déclenché - Chapitre 15 - Une herbe folle - Chapitre 16 - Nuit agitée pour les cellules                |                  |                   |                 |                   |
| 3 | 6 mai 2022       | 978-4-253-28103-4 | 5 juin 2025     | 979-1-032-72039-4 |
| Liste des chapitres : - Chapitre 17 - Sous une montagne de chemises rouges parfum sueur - Chapitre 18 - Cyborg vs père Noël - Chapitre 19 - La vérité sort de la bouche de Morphée - Chapitre 20 - Coup de pied surnaturel - Chapitre 21 - Un esprit jeune dans un corps vieux - Chapitre 22 - Le jour ou j'ai compris que mon ami était génial - Chapitre 23 - Une plante carnivoire à deux visages - Chapitre 24 - Combien faut-il d'enfants pour couper un gâteau ? - Chapitre 25 - Les enfants sans souliers |                  |                   |                 |                   |
| 4 | 7 juillet 2022   | 978-4-253-28104-1 | 28 août 2025    | 979-1-032-72131-5 |
| 5 | 8 septembre 2022 | 978-4-253-28105-8 | 6 novembre 2025 | 979-1-032-72137-7 |
| 6 | 8 décembre 2022  | 978-4-253-28106-5 |                 |                   |
| 7 | 8 février 2023   | 978-4-253-28107-2 |                 |                   |
| 8 | 7 avril 2023     | 978-4-253-28108-9 |                 |                   |
| 9 | 6 juillet 2023   | 978-4-253-28109-6 |                 |                   |
| 10 | 7 septembre 2023 | 978-4-253-28110-2 |                 |                   |
| 11 | 8 novembre 2023  | 978-4-253-28111-9 |                 |                   |
| 12 | 5 janvier 2024   | 978-4-253-28112-6 |                 |                   |
| 13 | 8 avril 2024     | 978-4-253-28113-3 |                 |                   |
| 14 | 7 juin 2024      | 978-4-253-28114-0 |                 |                   |
| 15 | 7 août 2024      | 978-4-253-28115-7 |                 |                   |
| 16 | 8 août 2024      | 978-4-253-28116-4 |                 |                   |

## Anime
L'adaptation en anime est annoncée en juin 2024. Elle est réalisée au sein du studio Science Saru par Tomohisa Shimoyama, sur un scénario de Kimiko Ueno, un character design de Masamichi Ishiyama, et des compositions de Tomoyuki Tanaka. La série sera diffusée durant l'année 2025.

### Œuvres
Édition japonaise
1. 1 2  (ja) « SANDA 第1巻 », sur Akita Shoten (consulté le 23 janvier 2025)
2. 1 2  (ja) « SANDA 第2巻 », sur Akita Shoten (consulté le 23 janvier 2025)
3. 1 2  (ja) « SANDA 第3巻 », sur Akita Shoten (consulté le 23 janvier 2025)
4. 1 2  (ja) « SANDA 第4巻 », sur Akita Shoten (consulté le 23 janvier 2025)
5. 1 2  (ja) « SANDA 第5巻 », sur Akita Shoten (consulté le 23 janvier 2025)
6. 1 2  (ja) « SANDA 第6巻 », sur Akita Shoten (consulté le 23 janvier 2025)
7. 1 2  (ja) « SANDA 第7巻 », sur Akita Shoten (consulté le 23 janvier 2025)
8. 1 2  (ja) « SANDA 第8巻 », sur Akita Shoten (consulté le 23 janvier 2025)
9. 1 2  (ja) « SANDA 第9巻 », sur Akita Shoten (consulté le 23 janvier 2025)
10. 1 2  (ja) « SANDA 第10巻 », sur Akita Shoten (consulté le 23 janvier 2025)
11. 1 2  (ja) « SANDA 第11巻 », sur Akita Shoten (consulté le 23 janvier 2025)
12. 1 2  (ja) « SANDA 第12巻 », sur Akita Shoten (consulté le 23 janvier 2025)
13. 1 2  (ja) « SANDA 第13巻 », sur Akita Shoten (consulté le 23 janvier 2025)
14. 1 2  (ja) « SANDA 第14巻 », sur Akita Shoten (consulté le 23 janvier 2025)
15. 1 2  (ja) « SANDA 第15巻 », sur Akita Shoten (consulté le 23 janvier 2025)
16. 1 2  (ja) « SANDA 第16巻 », sur Akita Shoten (consulté le 23 janvier 2025)

Édition française
1. 1 2  « Sanda Vol.1 », sur ki-oon.com (consulté le 23 janvier 2025)
2. 1 2  « Sanda Vol.2 », sur manga-news (consulté le 23 janvier 2025)
3. 1 2  « Sanda Vol.3 », sur manga-news (consulté le 11 juin 2025)
4. 1 2  « Sanda Vol.4 », sur manga-news (consulté le 11 juin 2025)
5. 1 2  « Sanda Vol.5 », sur manga-news (consulté le 11 juin 2025)